# Liste von Schweinerassen
Dies ist eine nach Herkunft geordnete Liste der Hausschweinrassen.
Bereits vor etwa 9000 Jahren wurde begonnen, Wildschweine zu domestizieren. Allerdings kreuzten sich bis in die Neuzeit die „Hausschweine“ immer wieder mit Wildschweinen, so dass sich keine Schweinerassen im heutigen Sinn herausbilden konnten. Die „Hausschweine“ des Mittelalters und der Antike ähnelten in ihrem Aussehen eher Wildschweinen, als einer unserer heutigen Schweinerassen. Die meisten heutigen Schweinerassen sind jünger als 200 bis 300 Jahre, viele sogar jünger als 100 Jahre. In der Schweineproduktion werden heute überwiegend Hybridschweine genutzt. Der Begriff Hybridzucht beschreibt das Verfahren allerdings in der Schweinezucht eher unscharf. Im engeren Sinn ist damit eine Mehrrassenkreuzung umschrieben.

## Europäische Hausschwein-Rassen
| - Belarussisches Buntschwein - Belgische Landrasse - Pietrain - Dänische Landrasse - Sortbroget-Schwein - Dänisches Glöckchenschwein - Angler Sattelschwein - Bunte Bentheimer - Deutsche Landrasse - Meißner Schwein - Deutsches Cornwallschwein - Deutsches Edelschwein - Deutsches Sattelschwein - Rotbuntes Husumer Schwein - Düppeler Weideschwein - Göttinger Minischwein - Hoyaer Landschwein - Leicoma - Münchener Miniaturschwein - Schwäbisch-Hällisches Landschwein - Schwerfurter Fleischrasse - Estnisches Speckschwein - Cul noir - Französische Landrasse - Gascon - Lacombe - Schwarzfußschwein (Porc Noir de Bigorre, Pyrenäen) - Cinta Senese - Italienische Landrasse - Macchiaiola Maremmana - Mora Romagnola - Nero Casertano - Nero dei Nebrodi - Nero di Calabria - Nero di Parma - Nero di Piemonte - Sarda - Turopolje-Schwein - Fajferitza-Schwein - Lettisches Weißschwein - Litauisches Weißschwein - Norwegisches Landschwein - Norwegisches Yorkshire-Schwein - Noroc-Schwein - Iberisches Schwein (Porco alentejano / porco preto) - Linderöd-Schwein - Cerdo Negro Mallorquin - Iberisches Schwein - Keltisches Schwein (Porco celta) - Myrhoroder Schwein - Ukrainisches buntes Steppenschwein - Ukrainisches weißes Steppenschwein - Mangalica-Schwein (auch: Wollschwein) - Berkshire-Schwein - British Lop - Britisches Sattelschwein (British Saddleback) - Cornwallschwein - Cumberland-Schwein - Essex-Schwein - Gloucestershire Old Spot - Hampshire-Schwein - Tamworth-Schwein - Wessex-Schwein (Wessex Pig, auch Wessex Saddleback genannt) - Yorkshire-Schweine - Large White - Middle White - Small White (†) |

## Afrika
- Mukota-Schwein

## Vorderasien
- Forest Mountain
- Kachetisches Schwein

## Asien
- Hängebauchschwein
- Meishan-Schwein
- Siebenstromländer Schwein

### Russland
- Aksaier Buntschwein
- Breitowoer Schwein
- Kemerowoer Schwein
- Liwnyer Schwein
- Muromer Schwein
- Nordkaukasus-Schwein
- Nordsibirisches Schwein
- Sibirisches Buntschwein
- Urschumer Schwein
- Ziwilsker Schwein

## Amerika
- Amerikanische Landrasse
- Amerikanisches Yorkshire
- Chester White
- Duroc-Schwein[2]
- Kreolisches Schwein
- Poland China
- Minnesota Minipig

## Australien und Ozeanien
- Kunekune

## Regionale Zuordnung nicht bekannt
- Minischwein
- Weideschwein